# Girardinichthys
Girardinichthys es un género de peces actinopeterigios de agua dulce, distribuidos por ríos y lagunas de México.

## Especies
Existen tres especies reconocidas en este género:
- Girardinichthys ireneae Radda y Meyer, 2003
- Girardinichthys multiradiatus (Meek, 1904)
- Girardinichthys viviparus (Bustamante, 1837)